# Малайо
Малайо (Arosario, Arsario, Damana, Guamaca, Guamaka, Malayo, Maracasero, Marocasero, Sancá, Sanja, Sanka, Wiwa) — находящийся под угрозой исчезновения чибчанский язык, на котором говорит народ вива (малайо), который проживает на южных и восточных склонах изолированного горного массива Сьерра-Невада-де-Санта-Марта в Колумбии.

## Генеалогическая и ареальная информация
Язык малайо относится к арвакской подгруппе колумбийской группы чибчанской языковой семьи. Чибчанская семья относится к индейским языкам Южной Америки; некоторые лингвисты также выделяют макро-чибчанскую семью, в которую включаются чибчанские, мисумальпские и ленканские языки, однако не все исследователи признают существование этих языковых групп в рамках отдельной языковой семьи.

## Социолингвистическая информация
Носители языка — немногочисленный народ вива, населяющий изолированную горную местность Сьерра-Невада-де-Санта-Марта в Колумбии. Число носителей языка по данным 2007 года составляет 1850 человек, однако с каждым годом их количество уменьшается. По версии Ethnologue статус языка 6b — исчезающий. Язык также используется в качестве второго народом коги(около 2000 человек). Большинство носителей малайо билингвы, владеющие испанским языком.

## Типологические характеристики

### Тип выражения морфологических значений
Язык малайо — синтетический с элементами аналитизма. Основные грамматические значения выражаются аффиксами, однако в глагольном словоизменении важную роль играют сериальные конструкции, в которых граммемы времени, аспекта и наклонения выражаются в составе как лексического, так и вспомогательного глагола.
(1) terua wandukwega-ru an-dun-u-nә-ŋ-ka
мужчина некрасивый-TOP 3SgIO-хотеть-NEG-быть-VBZ-3SgPRTC
Ей никогда не нравились некрасивые мужчины.
(2) nay-á kima aw-á
идти-PFV.ST INF делать-PFV.ST
Он вышел.

### Характер границ между морфемами
С точки зрения межморфемных границ малайо — яркий пример флективного языка. В нём распространена как формальная фузия, так и семантическая(кумуляция).
Пример кумуляции(один показатель выражает несколько грамматических значений):
(3) nә-tu-a-á
1SG.DO-видеть-PFV-ST
Он увидел меня.
Пример формальной фузии(несколько морфем объединяются в одну из-за фонетических процессов):
(4) dukəkənámba ipá uši
dukəkəná-ba i-pa-a-á u-ši
колено-OBL LOC-плоский-PFV-ST делать-FIMP
Положи это ему на колени.

### Тип ролевой кодировки
Ролевая кодировка в малайо эргативная, то есть пациенс переходного глагола и основной актант одноместного кодируются одинаковым способом.
Агенс переходного глагола маркируется эргативом, пациенс не маркируется:
(5) rá-gə lorénso tu-w-á
1SG-ERG Лоренцо видеть-PFV-ST
Я увидел Лоренцо.
Агенс непереходного глагола не маркируется падежом.
(6) lorénso nai-a-á
Лоренцо выходить-PFV-ST
Лоренцо вышел.
(7) ran-ži-áde nay-uñi a-win
1S-POSI-отец идти-NEGPRF делать-CK
Мой отец не пошел.
Пациенс одноместного глагола также не маркируется.
(8) džirá han-a-á u-ku-a-aškә
вода сохнуть-PFV-ST делать-FP-PFV-OVLP
Вода испарилась.

### Маркирование
В именной группе маркирование зависимостное, то есть показатели падежа выражены в составе зависимой словоформы. Так, в посессивной конструкции маркируется посессор:
(9) [ména tšukkwegán]-že məŋkəsára
[женщина большой]-POSA одежда
Одежда полной женщины.
В предикации наблюдается варьирующее маркирование. Если актанты выражены местоимениями, маркирование вершинное — показатели актантов выражены в составе глагольной словоформы.
(10) žinžoma a-di-kau-a
книга 3SG.IO-3PL.S-дать-PFV
Они дали ему книгу.
Однако актанты, выраженные существительными, маркируются грамматическими показателями падежа, глагол не несёт в себе информации о грамматических свойствах актантов.
(11) man-ža-de-gə dumagə gwag-a-á ki a-ù
2SG-POSI-отец-ERG лев убить-PFV-ST IF делать-Q
Твой отец убил льва?

### Порядок слов
Базовый порядок слов в малайо не определён — встречаются предложения с порядком как SOV, так и OSV.
(12) a. terua dumaga tu-a-a
мужчина лев видеть-PFV-ST
b. dumaga terua tu-a-a
лев мужчина видеть-PFV-ST
Мужчина видит льва.

## Фонетика
Всего в языке малайо 20 фонем — 14 согласных и 6 гласных.

### Согласные фонемы
|          |             | Губные | Переднеязычные | Постальвеолярные | Велярные |
| -------- | ----------- | ------ | -------------- | ---------------- | -------- |
| Шумные   | Смычные     | p b    | t d            |                  | k g      |
|          | Фрикативные |        | s z            | š ž              |          |
| Сонорные | Носовые     | m      | n              |                  |          |
|          | Латеральные |        | l              |                  |          |
|          | Дрожащие    |        | r              |                  |          |

### Гласные фонемы
|                | Передний ряд | Средний ряд | Задний ряд |
| -------------- | ------------ | ----------- | ---------- |
| Верхний подъём | i            |             | u          |
| Средний подъём | e            | ә           | o          |
| Нижний подъём  |              | a           |            |

## Морфология

### Имя
В малайо выделяются такие части речи как существительное, прилагательное, личное местоимение и числтельное. Основные грамматические категории — падеж(абсолютив, генитив, эргатив и обликвус), число(единственное и множественное). По роду не маркируются ни существительные, ни местоимения. Функции падежей в малайо следдующие: абсолютив марикрует пациенс переходного глагола и актант непереходного, этот падеж выражается нулевой морфемой. Генитив означает принадлежность двух видов — отчуждаемую и неотчуждаемую. Эргативом макркируется агенс переходного глагола. Обликвус выражает широкий спектр значений — локатив, инструменталис, также этим падежом маркируется адресат.

### Глагол
Грамматические категории глагольных словоформ — время, аспект, наклонение и залог.

## Список использованных глосс
| Глосса | Расшифровка                    |
| ------ | ------------------------------ |
| CK     | общеизвестный факт             |
| DO     | прямое дополнение              |
| FIMP   | прескриптив(жесткий императив) |
| PQP    | плюсквамперфект                |
| IF     | вопросительный фокус           |
| IO     | косвенное дополнение           |
| NEGPRF | перфект с отрицанием           |
| OVLP   | показатель одновременности     |
| POSA   | отчуждаемая посессивность      |
| POSI   | неотчуждаемая посессивность    |
| PRTC   | причастие                      |
| Q      | вопросительная частица         |
| ST     | показатель конца клаузы        |
| TOP    | топикализатор                  |
| VBZ    | вербализатор                   |

## Использованная литература
«A grammar sketch of Damana» Williams, Cindy (1993)